# Saint-Gence
Saint-Gence – miejscowość i gmina we Francji, w regionie Nowa Akwitania, w departamencie Haute-Vienne.
Według danych na rok 1990 gminę zamieszkiwało 1311 osób, a gęstość zaludnienia wynosiła 60 osób/km² (wśród 747 gmin Limousin Saint-Gence plasuje się na 90. miejscu pod względem liczby ludności, natomiast pod względem powierzchni na miejscu 303.).